# Atraphaxis karataviensis
Atraphaxis karataviensis är en slideväxtart som beskrevs av Pavlov & Lipschitz. Atraphaxis karataviensis ingår i släktet Atraphaxis och familjen slideväxter. Inga underarter finns listade i Catalogue of Life.